# Brassica
- Commons
- Wikispecies

Brassica L. é um género botânico pertencente à família Brassicaceae. O grupo inclui inúmeras espécies de interesse económico para o Homem, como alimento ou condimento culinário.
A família das Brassicaceae é representada por uma grande diversidade de espécies valorizadas pelas suas folhas (couve), raízes (nabo, rabanete), sementes (colza, mostarda), gemas (couve-de-bruxelas) e flores (couve-flor).

## Sinonímia
- Brassicaria  Pomel
- Guenthera Andrz.

## Algumas espécies
- Brassica oleracea - couve e suas variedades
- Brassica rapa - nabo
- Brassica nigra - mostarda-preta
- Brassica hirta - mostarda-branca
- Brassica juncea - mostarda-da-índia
- Brassica napus - colza
  - Lista completa

## Classificação do gênero
| Sistema | Classificação                        | Referência               |
| ------- | ------------------------------------ | ------------------------ |
| Linné   | Classe Tetradynamia, ordem Siliquosa | Species plantarum (1753) |